# Seweryn Bialer
Seweryn Bialer (3 de noviembre de 1926-8 de febrero de 2019) fue un sovietólogo polaco, profesor en la Universidad de Columbia. Fue director del Instituto de Investigación de Columbia sobre Cambio Internacional.

## Biografía
Nacido en Berlín, Bialer se unió al movimiento antifascista clandestino en Lodz en 1942. Entre febrero de 1944 y mayo de 1945 estuvo prisionero en el campo de concentración de Auschwitz.
De mayo de 1945 a junio de 1951 fue miembro de la fuerza policial comunista polaca (Milicja Obywatelska). También ocupó diversos cargos en el Partido Comunista Polaco. Era un oficial político de la Policía Estatal en Varsovia y un miembro del Comité Central del Partido Obrero Unificado Polaco. Posteriormente, a partir de junio de 1951, se convirtió en profesor en el Instituto de Sociología y editor político del periódico Trybuna Ludu. También fue investigador en economía en la Academia de Ciencias de Polonia. Durante este tiempo fue autor de varios libros de texto de ciencias políticas.
En enero de 1956, Bialer desertó a Berlín Occidental y llevó a cabo sesiones de entrevistas de casi un año de duración para Radio Free Europe en Nueva York, que se transmitió a Polonia durante ese año.
Se mudó a Nueva York, y finalmente recibió un Ph.D. en ciencias políticas de Columbia. En 1983 fue galardonado con un prestigioso MacArthur Fellowship. Fue elegido miembro de la Academia Americana de las Artes y las Ciencias en 1984.